# New Blood
New Blood é um álbum duplo do músico britânico Peter Gabriel.
O álbum, lançado em 10 de Outubro de 2011, consta de releituras de músicas do Peter tocadas em conjunto com uma orquestra, e é a continuação do projeto iniciado com o disco anterior (Scratch My Back).

## Lista de faixas
01.The Rhythm of the Heat – Peter Gabriel, 1982

02.Downside Up (ft. Melanie Gabriel) – OVO, 2000

03.San Jacinto – Peter Gabriel, 1982

04.Intruder – Peter Gabriel, 1980

05.Wallflower – Peter Gabriel, 1982

06.In Your Eyes – So, 1986

07.Mercy Street – So, 1986

08.Red Rain – So, 1986

09.Darkness – Up, 2002

10.Don’t Give Up (ft. Ane Brun) – So, 1986 (con Kate Bush)

11.Digging in the Dirt – Us, 1992

12.The Nest that Sailed the Sky – OVO, 2000

13.A Quiet Moment

14.Solsbury Hill (bonus track) – Peter Gabriel (I), 1977

### Bônus
01."The Rhythm of the Heat (instrumental)" - 5:41

02."Downside Up (instrumental)" - 3:52

03."San Jacinto (instrumental)" - 7:12

04."Intruder (instrumental)" - 5:06

05."Wallflower (instrumental)" - 6:24

06."In Your Eyes (instrumental)" - 7:13

07."Mercy Street (instrumental)" - 6:00

08."Red Rain (instrumental)" - 5:16

09."Darkness (instrumental)" - 6:10

10."Don’t Give Up (instrumental)" - 6:40

11."Digging in the Dirt (instrumental)" - 4:58

12."The Nest that Sailed the Sky (instrumental)" - 3:54

13."Blood of Eden (bonus track)" - 6:05

14."Signal to Noise (iTunes Store bonus track)" - 7:46

15."Father, Son (digital download bonus track)" - 4:10

## Paradas musicais
| Chart (2011)       | Posição |
| ------------------ | ------- |
| Polish Album Chart | 14      |
| UK Album Chart     | 22      |
| US Billboard 200   | 30      |